# Mot solen
Mot solen är Sara Zacharias debutalbum. Albumet släpptes den 4 september 2013 och innehåller outgivna låtar skrivna av hennes far, Ted Gärdestad.
2009 hittade Zacharias demokassetter med engelskspråkiga låtar från sin far på vinden, som hon gav till musikern Olle Nyman i uppdrag att slutföra dem. Låtarna översattes till svenska och spelades in på Atlantisstudion i Stockholm, där Gärdestad spelade in sina låtar.
Zacharias berättade i en intervju december 2013 att hon inte hade några planer på att fortsätta inom musikbranschen eftersom hon då studerade till socionom.

## Låtlista
Alla låtar är skrivna och komponerade av Ted Gärdestad och Olle Nyman. 
| Nr           | Titel                   | Längd |
| ------------ | ----------------------- | ----- |
| 1.           | Mot solen               | 3:22  |
| 2.           | Nattstad                | 3:01  |
| 3.           | Vår                     | 2:20  |
| 4.           | Släckt och stilla       | 2:46  |
| 5.           | Nånting i dig           | 3:54  |
| 6.           | Du behöver inte ängslas | 3:32  |
| Total längd: | Total längd:            | 18:55 |